# Can We Get Married?
Can We Get Married? (hangul: 우리가 결혼할 수 있을까; rr: Uriga gyeolhonhal su isseulgga) é uma série de televisão sul-coreana, estrelada por Sung Joon e Jung So-min. Composta por 20 episódios, foi ao ar na jTBC entre 29 de outubro de 2012 e 1 de janeiro de 2013 toda segunda e quarta-feira às 23:00.

## História
A comédia romântica conta a vida de um jovem casal que se prepara para se casar em cem dias.

## Elenco
- Sung Joon como Jung-hoon (28)[3]
- Jung So-min como Hye-yoon (28)
- Kim Sung-min como Do-hyun (43)
- Jung Ae-yeon como Hye-jin (30)
- Lee Mi-sook como Deul-ja (50)
- Sunwoo Eun-sook como Eun-kyung (50)
- Kang Seok-woo como Dong-gun (50)
- Kim Young-kwang como Ki-joong (32)
- Han Groo como Dong-bi (28)
- Kim Jin-soo como Min-ho (43)
- Choi Hwa-jung como Deul-rae (52)
- Lee Jae-won como Sang-jin (32)
- Jin Ye-sol como Chae-young (25)
- Choi Ji-hun como Yoo-ri (23)
- Hwang Jae-won como Nam Tae-won (7)
- Kim Ji-sook como mãe de Ki-joong
- Seo Ji-yeon como diretor Kim
- Lee Jae-yong como pai de Dong-bi

## Episódios
| Episódio # | Data de transmissão   | Título do Episódio                              |
| ---------- | --------------------- | ----------------------------------------------- |
| 1          | 29 de outubro de 2012 | Proposta dos Sonhos das Mulheres                |
| 2          | 31 de outubro de 2012 | 130 Dias Antes do Casamento, Conhecendo os Pais |

## Prêmios e indicações
| Ano  | Prêmio                   | Categoria      | Indicado     | Resultado |
| ---- | ------------------------ | -------------- | ------------ | --------- |
| 2013 | 49º Paeksang Arts Awards | Melhor Roteiro | Ha Myung-hee | Indicado  |